# Toneelschrijver
Een toneelschrijver of dramaticus is iemand die toneelstukken schrijft. Soms wordt ook dramaturg gebruikt, maar deze benaming dekt meer ladingen.
Niet alle theatervoorstellingen worden van tevoren helemaal uitgeschreven, tegenover teksttoneel bestaat ook improvisatietheater. 

## Geschiedenis
De eerste toneelschrijvers die wij kennen, stammen uit de Griekse oudheid, met de tragediedichters Aeschylus, Sophocles en Euripides, en de komediedichters Aristophanes en Menander. Romeinse dichters als Plautus en Seneca namen hun werkwijze grotendeels over.
Tijdens de middeleeuwen was het theater grotendeels gebaseerd óf op het christendom óf op de hofcultuur. Verhalen werden mondeling door- en naverteld, en de vertellers waren anoniem.
Toch werden toneelstukken tegen het einde van de Middeleeuwen op schrift gesteld, zoals Elckerlijc en Mariken van Nieumeghen. Van sommige werken is dan ook weer een schrijver bekend.
In de Renaissance werd individualisme weer erkend, en werd het gebruikelijk het werk met naam en toenaam te publiceren. Nu zien we in West-Europa ook weer toneeldichters verschijnen, die verantwoordelijk zijn voor de gespeelde tekst. In de vijftiende tot zeventiende eeuw worden weer alle teksten uitgeschreven (en gedrukt), en woordelijk verbeeld.
Voor de toneelcultuur is dit een belangrijke omslag: de teksten worden bijna heilig. Deze trend zette door tot de twintigste eeuw en tot in de huidige tijd; Samuel Beckett liet bijvoorbeeld in zijn testament zetten dat zijn stukken tot op de komma en iedere regie-aanwijzing, moesten worden uitgevoerd zoals hij voorschreef. Thomas Bernhard verbood zelfs de uitvoering van zijn stukken in Oostenrijk tot vijftig jaar na zijn dood.
Desondanks is er ook steeds een andere trend blijven bestaan, die van het 'vrije toneel'; daarin behoudt improvisatie een groot aandeel. De Commedia dell'arte bestaat slechts uit karakteristieke personages en ruwe aanwijzingen; Molière schreef zijn stukken wel op, maar moest het hebben van de uitvoering; Carlo Goldoni bewerkte het genre zodanig, dat weer sprake is van teksttoneel. Uit de jaren 70 en 80 van de twintigste eeuw is Het Werkteater bekend; de stukken ontstonden uit improvisatie, maar de eindteksten lagen vast en veel werden gepubliceerd.
In de moderne Nederlandse toneelpraktijk zien we nog steeds dezelfde tweedeling van teksttoneel en op improvisatie gebaseerd theater. De grote repertoiregezelschappen spelen hoofdzakelijk (maar niet alleen) teksttoneel; daarbuiten, maar ook bijvoorbeeld in de mime, performance en het cabaret, worden veel voorstellingen op basis van improvisatie gemaakt.
Sinds de jaren zeventig (1970) - rond de Aktie Tomaat en het ontstaan van Het Werkteater - vond er in Nederland en Vlaanderen binnen het toneel(schrijven) een verandering plaats. Veel kleine gezelschappen ontstonden naast de grotere, er werd meer op de vlakke vloer gespeeld, toneelspelers werden toneelmakers en vaak ook toneelschrijvers. Hierdoor ontstond een hele groep nieuwe toneelschrijvers die niet per se ook binnen andere literaire genres werkten, zoals: Gerardjan Rijnders, Karst Woudstra en Rob de Graaf.

## Schrijver of toneelschrijver
Een heel andere indeling is die, waarin schrijvers alleen of hoofdzakelijk toneel schrijven, of hoofdzakelijk poëzie of proza, en af en toe een toneelwerk. Herman Heijermans wordt beschouwd als toneelschrijver, ook al schreef hij ander werk; Hugo Claus is ondanks zijn enorme veelzijdigheid tevens een van de belangrijkste Nederlandstalige toneelauteurs; Willem Frederik Hermans en Harry Mulisch zijn hoofdzakelijk romancier, ook al schreven zij toneel. Judith Herzberg is zowel dichter als toneelschrijver.
Theater is een toegepaste kunst; de schrijver is daarom, ongeacht de rol die hij speelt, deel van een productieproces. Het schrijven van een toneelstuk vraagt veel kennis van de toneelpraktijk, de auteur schrijft zowel voor de acteurs als voor het publiek/lezer. 
Het schrijven voor televisiedrama vergt weer andere kwaliteiten; men moet zich kortom zeer bewust zijn van het medium.
Het verschil met een productiedramaturg is dat de laatste voortdurend bij de productie is betrokken. In vroegere eeuwen was de schrijver beide; in de tegenwoordige tijd zijn de functies gescheiden, en heeft de schrijver vaak weinig met de eigenlijke productie te maken.

## Bekende toneelschrijvers

### Internationaal
- Aischylos
- Aristofanes
- Edward Albee
- Samuel Beckett
- Thomas Bernhard
- Bertolt Brecht
- Pierre Corneille
- Noël Coward
- Friedrich Dürrenmatt
- Euripides
- Max Frisch
- John Galsworthy
- Andreas Gryphius
- Peter Handke
- Lillian Hellman
- Henrik Ibsen
- Sarah Kane
- Heinrich von Kleist
- Molière
- Heiner Müller
- Harold Pinter
- Luigi Pirandello
- Jean Racine
- Friedrich von Schiller
- Werner Schwab
- William Shakespeare
- George Bernard Shaw
- Sophocles
- August Strindberg
- Anton Tsjechov
- Frank Wedekind
- Oscar Wilde
- Tennessee Williams

### Nederlands
- Armando
- Benno Barnard
- Magne van den Berg
- Ad de Bont
- Herman Bouber
- Marian Boyer
- Gerbrand Bredero
- Jacob Cats
- Samuel Coster
- August Defresne
- Don Duyns
- Jan Fabricius
- Dimitri Frenkel Frank
- Esther Gerritsen
- Maria Goos
- Rob de Graaf
- Paul Haenen
- Herman Heijermans
- Gerben Hellinga
- Judith Herzberg
- Pieter Corneliszoon Hooft
- Victor Ido
- Joan Nederlof
- Willem Jan Otten
- Wanda Reisel
- Gerardjan Rijnders
- Wim T. Schippers
- Koos Terpstra
- Lot Vekemans
- Joost van den Vondel
- Ton Vorstenbosch
- Alex van Warmerdam
- Henri van Wermeskerken
- Jibbe Willems
- Willem de Wolf
- Karst Woudstra
- Wannie de Wijn

### Vlaams
- Colijn Caillieu
- Hugo Claus
- Jan Decorte
- Stijn Devillé
- Kris Cuppens
- Stefan Hertmans
- Tom Lanoye
- Jan Lauwers
- Gaston Martens
- Arne Sierens
- Walter van den Broeck
- Peter Verhelst
- Peter De Graef